# Dmuhivți, Kozova
Dmuhivți (în ucraineană Дмухівці) este un sat în așezarea urbană Kozliv din raionul Kozova, regiunea Ternopil, Ucraina.

## Demografie
Componența lingvistică a localității Dmuhivți
     Ucraineană (99,71%)
     Alte limbi (0,15%)
Conform recensământului din 2001, majoritatea populației localității Dmuhivți era vorbitoare de ucraineană (99,71%), existând în minoritate și vorbitori de alte limbi.